# إيرل تيلي
إيرل تيلي هو سياسي أمريكي، ولد في 19 نوفمبر 1934. نشط حزبياً في الحزب الجمهوري. وقد انتخب عضو مجلس نواب واشنطن ‏.